# Jürgen Otto Besenhard
Jürgen Otto Besenhard (* 15. Mai 1944 in Regensburg; † 4. November 2006 in Graz) war ein deutscher Chemiker (Elektrochemie) und Hochschullehrer an der Universität Münster und der TU Graz. Er befasste sich insbesondere mit der Chemie von Lithium-Batterien und Lithium-Ionen-Akkumulatoren und galt dafür international als führender Experte.

## Leben  und Wirken
Besenhard wurde 1973 an der TU München promoviert (Reversible Elektrodenreaktionen schwerlöslicher Stoffe in nichtwässrigen Elektrolyten). Als Post-Doktorand war er bei Roger Parsons an der University of Bristol (1977) und lehrte und forschte danach in München. 1986 wurde er Professor an der Universität Münster. 1992 organisierte er das 6. Internat. Meeting on Lithium Batteries in Münster. 1993 wechselte er an die Technische Universität Graz als Direktor des Instituts für Chemie und Technologie. Er war dort Leiter des Forschungsprogramms Elektroaktive Materialien und war Vorstand des Beirats des Kompetenzzentrums für Angewandte Elektrochemie ECHEM.
Neben Lithiumbatterien befasste er sich auch mit vielen anderen Gebieten der Elektrochemie (wie Brennstoffzellen, Superkondensatoren). Besenhard arbeitete eng mit der Industrie zusammen, so dass viele seiner Forschungsergebnisse nicht publiziert wurden, da sie proprietäre Firmeninterna waren.
Er veröffentlichte über 800 wissenschaftliche Arbeiten, betreute über 100 Diplomanden und Doktoranden und hielt über 50 Patente. Besenhard war Herausgeber des Handbook of Battery Materials und Mitherausgeber von Journal of Solid State Electrochemistry, ITE Letters on Batteries, New Technology and Medicine, Ionics und des International Journal of Electrochemical Science. Er war Mitglied des Christian-Doppler-Senats in Wien, erhielt 2002 die Loschmidt-Medaille, 2000 den Hawaii Battery Award und 2000 den Yeager Award der International Battery Material Association (IBA) für Pionierarbeiten zu den Anoden von Lithiumbatterien. 2004 organisierte er die IBA-Konferenz in Graz und wurde 2006 Präsident der IBA.
Er war Gastprofessor am Shanghai Institute of Microsystems and Information Technology for Energy Science.

## Schriften
- mit Martin Winter: Wiederaufladbare Batterien. Teil 1: Akkumulatoren mit wäßriger Elektrolytlösung. In: Chemie in unserer Zeit, 33, Nr. 5, 1999, S. 252–266; Teil 2: Akkumulatoren mit nichtwäßriger Elektrolytlösung. In: Chemie in unserer Zeit, 33, Nr. 6, 1999, S. 320–332.
- Herausgeber: Handbook of Battery Materials. Wiley-VCH, 1999 (2. Auflage 2011 in zwei Bänden; Herausgabe mit Daniel Claus).
- mit H. P. Fritz: Cathodic reduction of graphite in organic solutions of alkali and NR4+ salts. In: J. Electroanal. Chem. 53, 1974, S. 329.
- The electrochemical preparation and properties of ionic alkali metal and NR4+ graphite intercalation compounds in organic electrolytes. In: Carbon. 14, 1976, S. 111.
- mit R. Schallhorn, R. Kuhlmann: Topotactic redox reactions and ion exchange of layered MoO3 bronzes. In: Mat. Res. Bull. 11, 1976, S. 83.
- mit R. Schallhorn: The discharge reaction mechanism of the MoO3 electrode in organic electrolytes. In: J. Power. Sources. 1, 1976/77, S. 267.
- mit G. Eichinger: High energy density lithium cells, part I. electrolytes and anodes. In: J. Electroanal. Chem. 68, 1976, S. 1.
- mit G. Eichinger: High energy density lithium cells, part II, cathodes and complete cells. In: J. Electroanal Chem. 72, 1976, S. 1.
- Reversible electrochemical alloying of metals of main group V in organic Li+-solutions. In: Electrochim. Acta. 20, 1975, 513.